# زنان در جنگ
تجربه‌های حضور زنان در جنگ متنوع بوده‌است. از نظر تاریخی زنان نقش اصلی را در جبهه خانگی بازی می‌کردند. در طول تاریخ، برخی از زنان ارتشی را که مأموریت‌های رزمی خود را بر عهده داشتند، همراه با نقش‌هایی مانند آشپزی و لباسشویی، به عنوان روابط و پیروان اردوگاه همراهی می‌کردند. آنها بانداژ می‌دوختند، و سایر تجهیزات پزشکی برای سربازان آماده می‌کردند. زنان در کارخانه‌های مهمات‌سازی نیز کار می‌کردند. از اواسط سده نوزدهم پرستاری به یک نقش اصلی در جامعه تبدیل شد. نقش اصلی در جنگ جهانی اول (۱۹۱۴–۱۹۱۸) اشتغال در کارخانه‌های مهمات‌سازی، کشاورزی و سایر نقش‌ها برای جایگزینی مردان اعزامی به ارتش بود. زنان نقش مهمی در ایجاد سیستم سهمیه‌بندی غذا داشتند. جنگ جهانی دوم (۱۹۳۹–۱۹۴۵) نقطه عطفی برای زنان در جنگ‌ها بود و میلیون‌ها زن نقش مهمی را در جبهه خانگی بازی می‌کردند، مانند کار در کارخانه‌های مهمات‌سازی و در غیر این صورت جایگزینی مردان اعزامی. بعدها نقش‌های داوطلبانه زنان گسترش یافت. چشمگیرترین تغییر جدید حضور میلیون‌ها زن در واحدهای منظم نظامی بود. آنها معمولاً نقشهای دفتری را اداره می‌کردند تا نیازی به حضور مردان در مشاغل دفتری نباشد و آنها به جبهه اعزام شوند. به برخی از زنان (به ویژه در اتحاد جماهیر شوروی، آلمان و انگلیس) نقش‌های محدود نظامی اختصاص داده‌شد، به ویژه در واحدهای ضدهوایی. جایی که آنها بمب‌افکن‌های دشمن را سرنگون می‌کردند در حالی که در عین حال از نبرد تن‌به‌تن و اسارت در امان بودند. جنبش‌های زیرزمینی و مقاومت از زنان در نقش‌های پشتیبانی بسیار استفاده می‌کردند. پس از سال ۱۹۴۵ و پایان جنگ جهانی دوم نقش‌هایی که برای زنان مجاز بود به شدت در تمام ارتش‌های اصلی کاهش یافت. با شروع دهه ۱۹۷۰، مجدداً زنان نقش فزاینده‌ای در ارتش کشورهای بزرگ داشتند، از جمله در سال ۲۰۰۵ به عنوان خلبانان جنگ. نقش‌های نظامی جدید به دلایل زیادی از جمله اختلاف در توانایی‌های جسمی جنس‌ها و و مسائل مربوط به هویت جنسیتی برای زنان و مردان بسیار بحث‌برانگیز بودند.

## دوران باستان

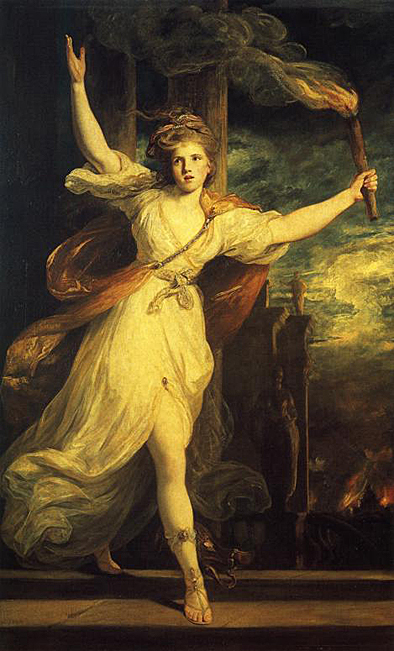
تائیس یک روسپی آتنی بود که سپاهیان اسکندر را همراهی می‌کرده‌است. عمدهٔ شهرت او به‌واسطهٔ نقشش در تحریک اسکندر در واقعهٔ به آتش کشیدن تخت جمشید است.

### جنگ الجزایر

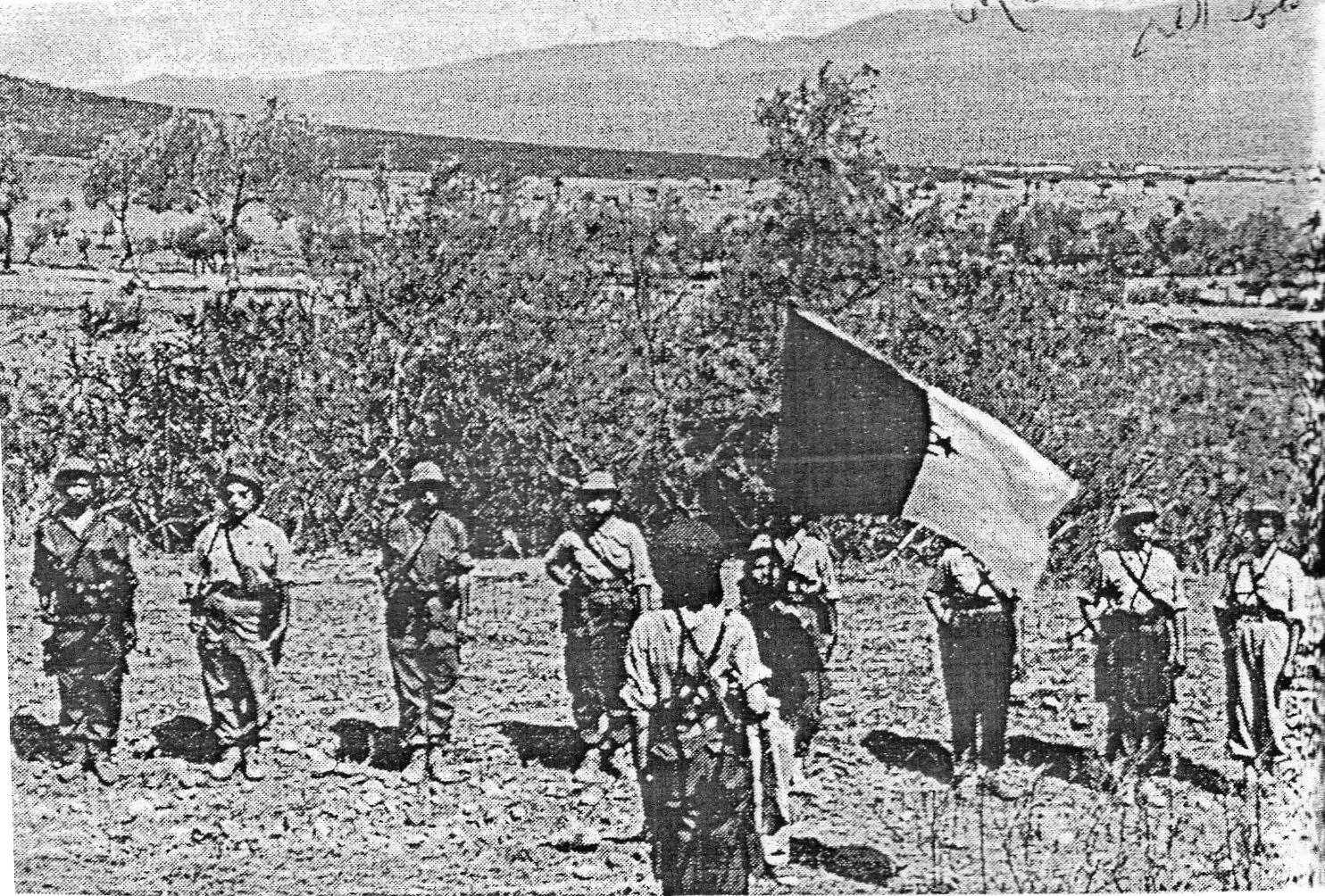
زنان الجزایری در طی جنگ استقلال الجزایر با پرچم

اکثر زنان مسلمان که نقش فعالی در جنگ استقلال الجزایر داشته‌اند در جبهه آزادیبخش الجزایر بوده‌اند. فرانسویان نیز اقدام به به‌کارگیری زنان مسلمان در فعالیت‌های جنگی کردند ولی فعالیت‌های آن‌ها به گستردگی و کیفیت مأموریت‌هایی که زنان در جبهه آزادی‌بخش انجام می‌دادند نبود. بر اساس آمار ثبت شده، تعداد زنان شرکت‌کننده در جنگ استقلال الجزایر به ۱۱۰۰۰ تن می‌رسیده‌است، البته آمار واقعی ممکن است خیلی بیشتر از این بوده باشد.
زنان شرکت‌کننده در این جنگ دو دسته بودند، زنان تحصیل کرده و باسواد که حدود ۲۰ درصد را تشکیل می‌دادند و زنان کم‌سواد و روستایی که سواد کاملی در زمینه خواندن و نوشتن نداشتند و این دسته حدود ۸۰ درصد بقیه را تشکیل می‌دهند. زنان دسته دوم در همان مناطقی که سکونت داشتند برای جبهه آزادیبخش عملیات می‌کردند.

### جنگ ایران و عراق
براساس آمار بنیاد شهید در خلال سال‌های ۱۳۵۹ تا ۱۳۶۷ تعداد شش‌هزاروچهارصدوبیست‌وهشت (۶۴۲۸) زن براثر جنگ جان خود را از دست دادند که بر اساس آماری به نقل از نشریه داخلی بنیاد شهید و امور ایثارگران، ۵۰۰ نفر از این زنان در جبهه‌ها بودند.
آمنه وهاب‌زاده، از مجروحان جنگ ایران و عراق، در گفتگو با تلویزیون دولتی ایران دربارهٔ اعزام خود به جبهه اینطور تعریف می‌کند که روز دهم جنگ به‌همراه ۳۰۰ زن دیگر به جبهه جنگ اعزام می‌شوند. وی ادعا می‌کند که در جنگ، علاوه بر هفت‌تیر مجروح شدن، شیمیایی نیز شده‌است.
روز دهم جنگ، همراه سیصد نفر از خواهران به جبهه اعزام شدیم. وقتی به ماهشهر رسیدیم، بعضی همان‌جا ماندند و من همراه بقیه راهی خط مقدم شدم. آن زمان خط مقدم خرمشهر و آبادان بود. خرمشهر که سقوط کرد، ما تا پشت کشتارگاه عقب کشیدیم و در بیمارستان ولی‌عصر (عج) مستقر شدیم. چون خرمشهر خالی از سکنه شده‌بود، از ما نیز خواستند تا شهر را ترک کنیم. ما جزء آخرین نفراتی بودیم که از خرمشهر خارج می‌شدیم. بعدها در عملیات ثامن‌الائمه و بیت‌المقدس شرکت کردم. در والفجر یک شیمیایی شدم. هفت‌بار مجروح شدم. پای چپم ترکش خورده.— آمنه وهاب‌زاده، 
تعدد دفعاتی که وهاب‌زاده مجروح شده حاکی از آن است که او نه تنها در ابتدای جنگ که تا ماه‌ها بعد از آن هم در خط مقدم جنگیده بود و چنانچه از خلال خاطرات زنان و مردان جبهه رفته برمی‌آید زنان امدادرسان و پزشک در خطوط مقدم کم نبودند.

## نگارخانه

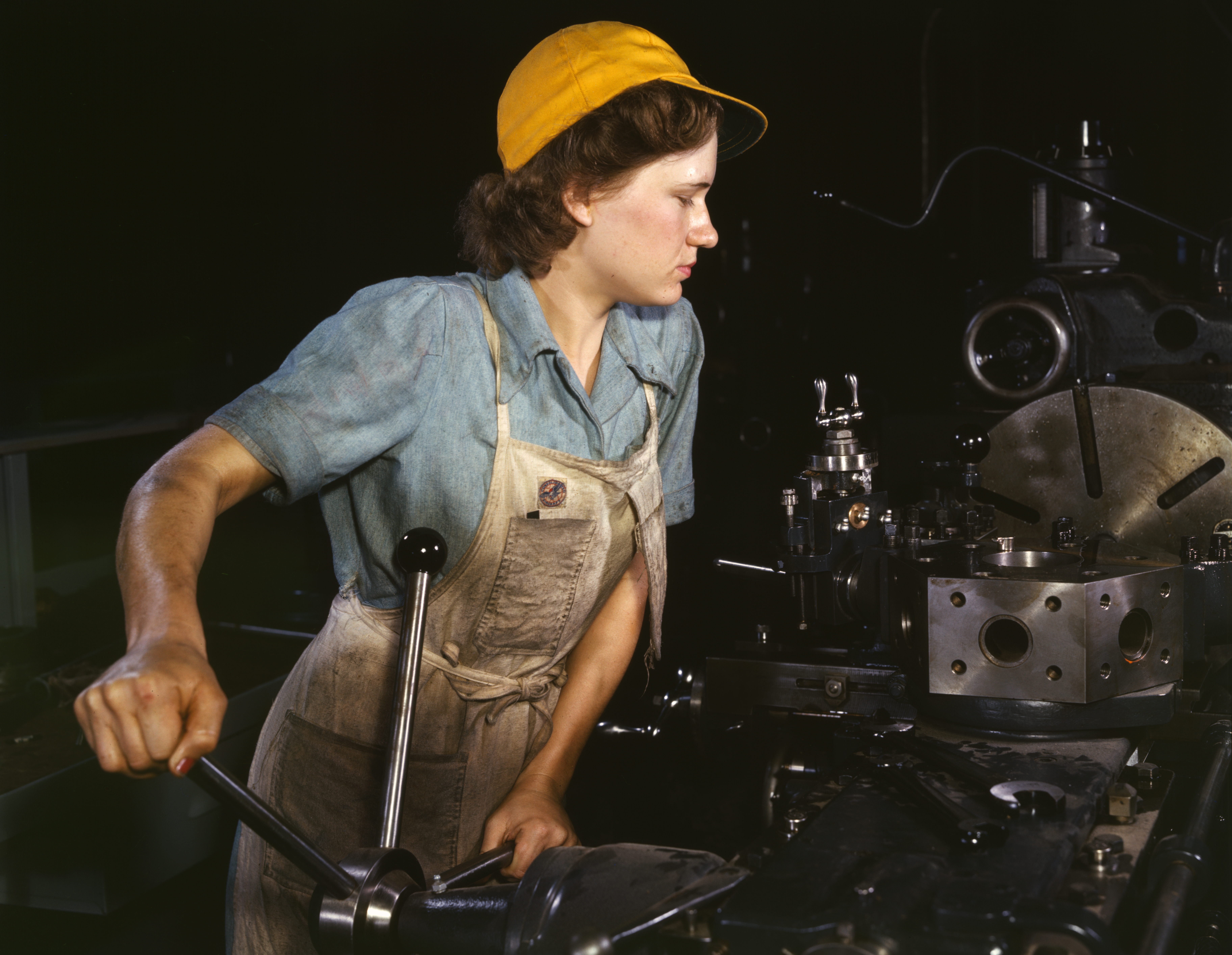
زنی در حال تراش دادن برجک تانک. ۱۹۴۰، تگزاس، آمریکا
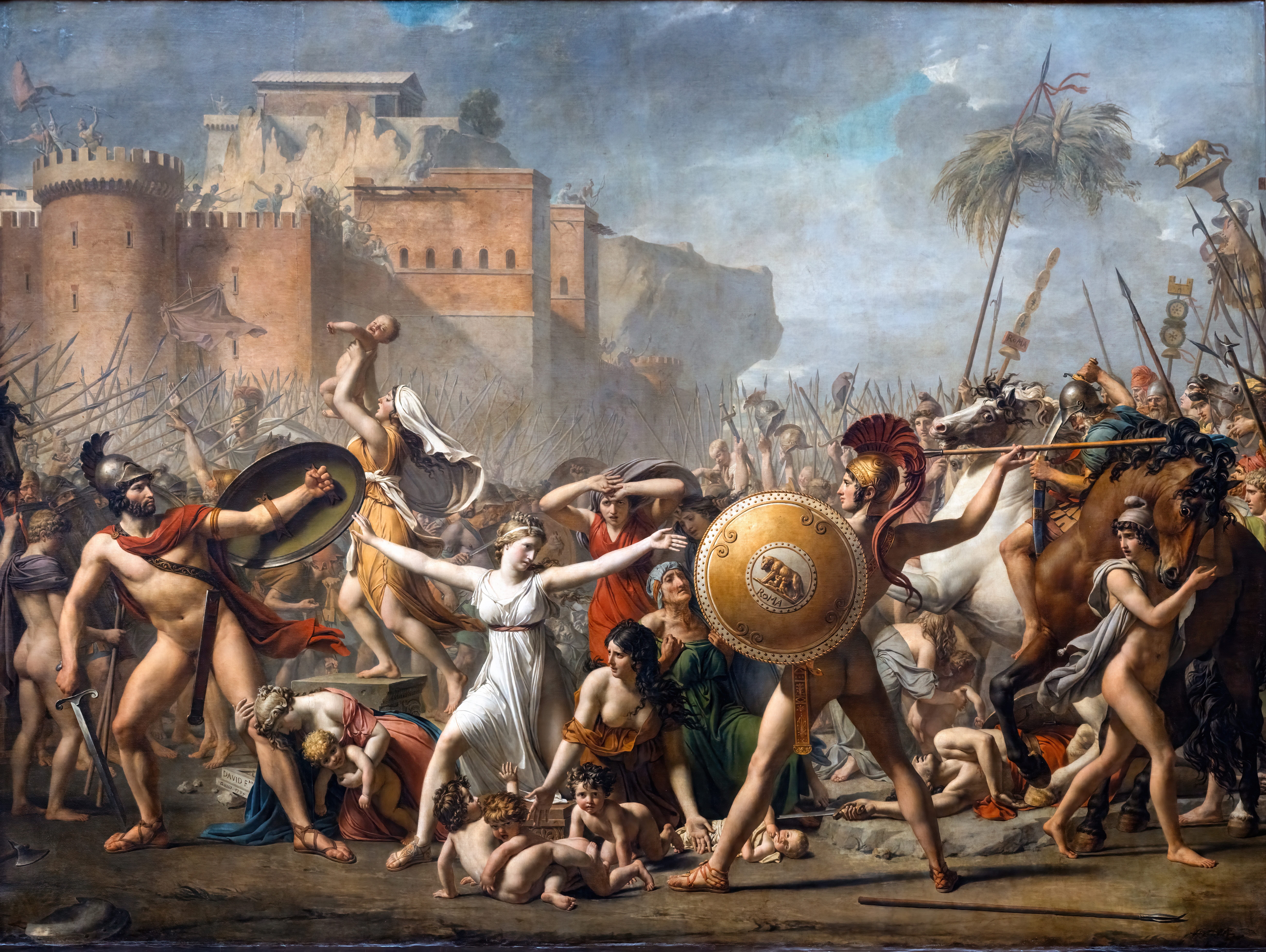
مداخله زنان اهل سابین اثر ژاک لویی داوید
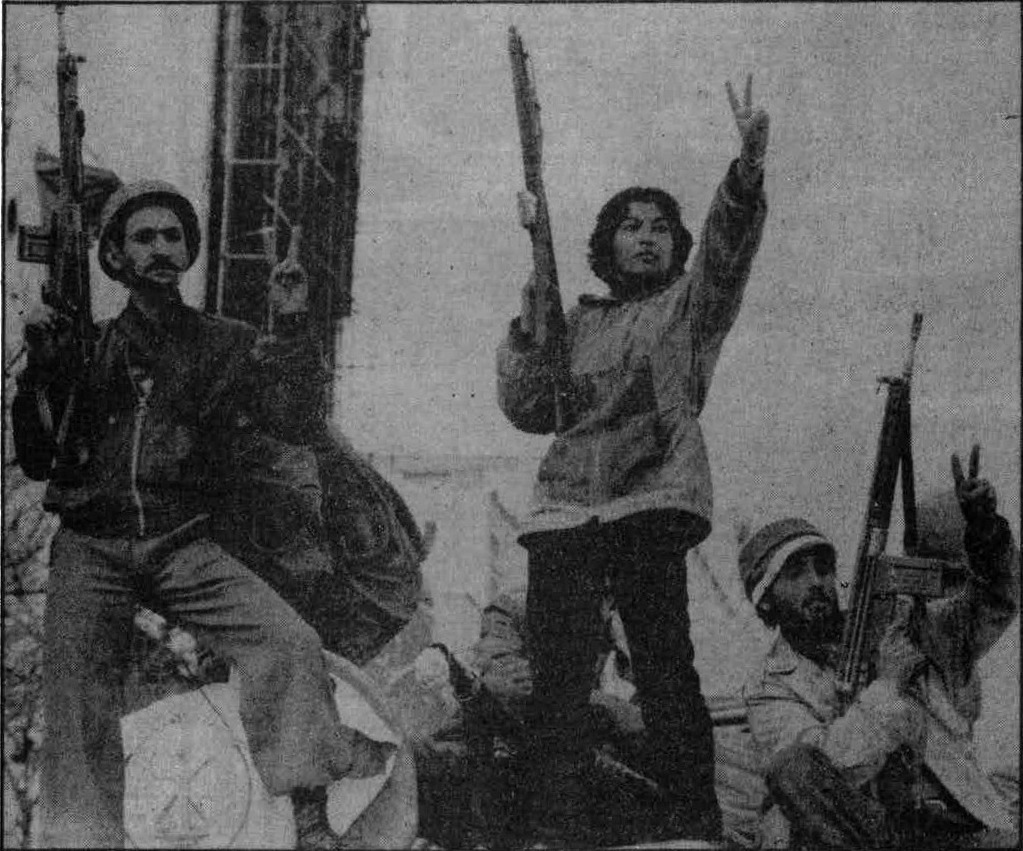
زنان در سازمان چریک‌های فدایی خلق ایران